# Titus Larcius Flavus
Pour les articles homonymes, voir Larcius.
Titus Larcius Flavus est un homme d'État romain, qui est le premier magistrat investi de la dictature en 501 ou 498 av. J.-C. Comme la plus grande partie des hommes et des institutions de cette époque romaine, la réalité de son existence historique et de ses actions n'est pas assurée, les sources lacunaires présentent des récits et des traditions considérablement réécrits et déformés.

## Famille
Titus Larcius est membre des Larcii, gens patricienne d'origine étrusque établie à Rome. Son frère Spurius Larcius Flavius, consul en 506 av. J.-C., est associé à Horatius Coclès dans l'épisode héroïque de la défense du pont Sublicius, puis à Publius Valerius Publicola lors d'une escarmouche victorieuse contre les Etrusques faisant le blocus de Rome.

## Biographie

### Premier consulat et première dictature
Il est élu consul avec Postumius Cominius Auruncus en 501 av. J.-C. Selon Tite-Live il est nommé dictateur la même année pour parer à la menace que représentent les Latins et « trente peuples, excités par Octavius Mamilius, [qui] s'étaient ligués contre Rome » pour rétablir Tarquin. Il s'adjoint un maître de cavalerie en la personne de Spurius Cassius Vecellinus,,, tradition qui perdurera par la suite chez tous les dictateurs romains.
D'après Denys d'Halicarnasse, qui place cette dictature après son second consulat, ayant défait les Latins, il remet sa magistrature avant le terme sans avoir tué, banni ou usé de sévérité à l'encontre d'aucun citoyen romain, devenant un modèle pour ses successeurs jusqu'à Sylla.

### Second consulat
Il est élu une nouvelle fois consul avec Quintus Cloelius Siculus en 498 av. J.-C., C'est sous sa magistrature que débute la construction du temple de Saturne. Selon Denys d'Halicarnasse, c'est durant son second mandat qu'il est nommé dictateur par son collègue consulaire Siculus.

### Fin de carrière
Peu avant l'insurrection du mont Sacré en 494 av. J.-C., le Sénat romain doit faire face au mécontentement du peuple, qui s'appauvrit de guerres en guerres. Les consuls ont besoin d'enrôler nombre de soldats pour continuer la guerre face aux Volsques et aux Èques. Il propose d'interdire pendant ces guerres continuelles de saisir les biens d'un débiteur, s'opposant ainsi à Appius Claudius Sabinus qui souhaite que les lois soient appliquées. C'est finalement une proposition intermédiaire qui est choisie : les soldats sont protégés de leurs créanciers tant qu'ils sont dans l'armée, permettant ainsi de réunir une très grande armée. Mais l'apaisement est de courte durée. En 494 av. J.-C., Flavus occupe peut-être la fonction de préfet de la Ville (Praefectus Urbi),.
En 493 av. J.-C., le consul Postumius Cominius Auruncus lui confie le commandement du siège de Corioles dans la guerre contre les Volsques,. La ville est prise grâce aux actions d'un jeune homme, Coriolan, éclipsant ainsi le prestige qu'Auruncus a acquis grâce à ses précédentes victoires sur les Volsques.

### Postérité
Titus Larcius apparaît dans la tragédie Coriolan de Shakespeare.